# Melanitis dampierensis
Melanitis dampierensis är en fjärilsart som beskrevs av Rothschild 1915. Melanitis dampierensis ingår i släktet Melanitis och familjen praktfjärilar. Inga underarter finns listade i Catalogue of Life.